# 브룩 빈센트
브룩 빈센트(Brooke Vincent, 1992년 6월 4일 ~ )는 잉글랜드의 배우이다.